# غوخار
بلدية قولجَر أو غوخار (بالإسبانية: Gójar) هي بلدية تقع في مقاطعة غرناطة التابعة لمنطقة أندلوسيا جنوب إسبانيا.

## الديموغرافيا
بلغ عدد سكان بلدية غوخار 5.315 نسمة عام 2011 (وفقاً للمعهد الوطني الإسباني للإحصاء).
| 3.160 | 3.502 | 3.673 | 4.813 | 4.964 | 5.206 | 5.315 |